# Stanley Frazen
Stanley Frazen (* 15. August 1919 in Chicago, Illinois; † 23. Januar 2011 in Studio City, Los Angeles, Kalifornien) war ein US-amerikanischer Filmeditor.

## Leben
Stanley Frazen kam im Alter von 18 Jahren nach Los Angeles, wo er in der Poststelle von Warner Bros. eine Arbeit fand. Während des Zweiten Weltkrieges diente er bei der First Motion Picture Unit in der United States Army Air Forces. Dabei lernte er den Filmschnitt kennen. Nach dem Krieg debütierte Frazen als Editor eines Langspielfilms mit dem 1947 erschienenen und von John Reinhardt inszenierten Film-Noir For You I Die. Er konnte sich anschließend als Editor etablieren und schnitt Fernsehserien wie Mein Onkel vom Mars und Drei Engel für Charlie, sowie Filme wie Das Erbe von Monte Christo und Ein Sprung in der Schüssel.
Er gründete gemeinsam mit dem Schauspieler Edmund O’Brien das Produktionsunternehmen Tiger Prods. Er war Mitglied bei den American Cinema Editors, deren Präsident er von 1968 bis 1970 er war, und bei den Motion Picture Editors Guild, deren Präsident er 1970 war. Bei beiden Vereinigungen war er jeweils auch mehrere Jahre im Vorstand. Mit dem ACE Career Achievement Award wurde er 2001 für sein Lebenswerk ausgezeichnet.
Am 23. Januar 2011 verstarb Frazen im Alter von 90 Jahren an einer Lungenentzündung. Er hinterließ seine Frau, drei gemeinsame Kinder und vier Enkel. Sohn Robert ist ebenfalls im Schnittbereich tätig.

## Filmografie (Auswahl)

### Film
- 1947: For You I Die
- 1948: Open Secret
- 1949: Adlerauge, der tapfere Sioux (Apache Chief)
- 1949: Das Erbe von Monte Christo (Treasure of Monte Cristo)
- 1953: Die gläserne Mauer (The Glass Wall)
- 1961: Die Menschenfalle (Man-Trap)
- 1968: Das Geheimnis der jungen Witwe (La morte non ha sesso)
- 1968: Der Todeskuss des Dr. Fu Manchu (The Blood of Fu Manchu)
- 1969: Die zum Teufel gehen (La legione dei dannati)
- 1975: Friday Foster – Im Netz der Schwarzen Spinne (Friday Foster)
- 1983: Ein Sprung in der Schüssel (Hysterical)

### Serie
- 1952: Craig Kennedy, Criminologist (11 Folgen)
- 1962–1963: The Beverly Hillbillies (17 Folgen)
- 1963–1966: Mein Onkel vom Mars (My favorite Martian, 40 Folgen)
- 1966–1967: Die Monkees (The Monkees, neun Folgen)
- 1967: Die Spur des Jim Sonnett (The Guns of Will Sonnett, sieben Folgen)
- 1968: Mini-Max (Get Smart, fünf Folgen)
- 1977: Die Weltraum-Akademie (Space Academy, zwei Folgen)
- 1979–1980: Drei Engel für Charlie (Charlie's Angels, vier Folgen)